# Jacob Ephraim Polzin

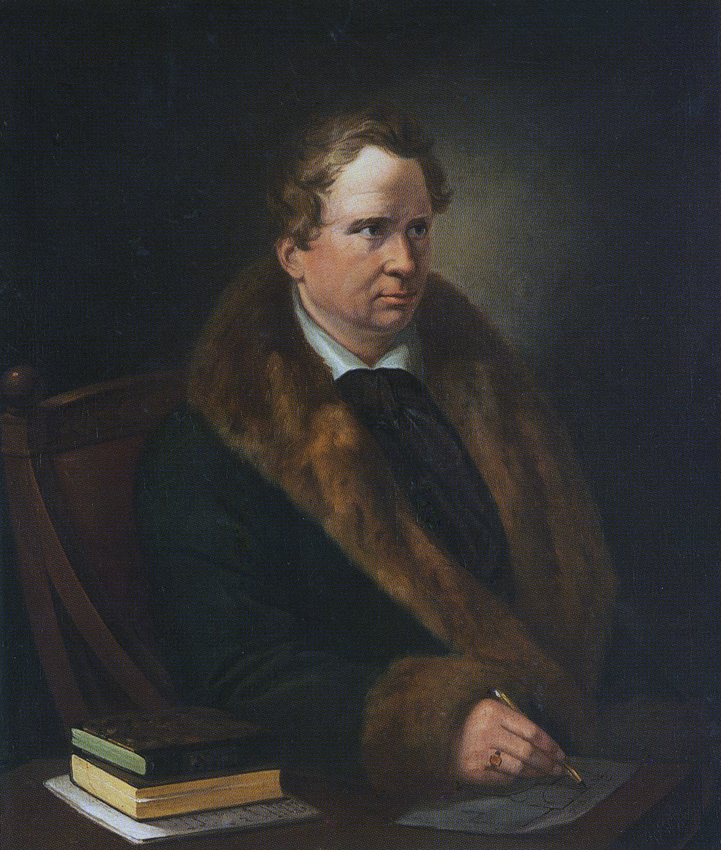
Jacob Ephraim Polzin, Gemälde von Rudolph Suhrlandt, um 1830 (Focke-Museum Bremen)

Jacob Ephraim Polzin (* 1778 in Labiau, Ostpreußen; † 18. November 1851 in Bremen) war ein Bremer Architekt des Klassizismus.

## Biografie
Polzin, Sohn eines Zimmermeisters aus Labiau, studierte ab 1798 zunächst in Berlin, Wien und Dresden Architektur, bevor er nach Kopenhagen ging, um seine Studien zu vollenden. An der dortigen Königlichen Kunstakademie wurde er nach der Auszeichnung mit zwei silbernen und einer goldenen Preismedaille zum ersten Conducteur (Bauleiter) für das von Christian Frederik Hansen entworfene Schlosses Christiansborg ernannt. Diesen Posten hatte er drei Jahre inne.
1811 kam er nach Bremen, wo er 1812 – während der französischen Besatzungszeit – erstmals mit einem Entwurf für die Umgestaltung des Marktplatzes in Erscheinung trat, der damals noch durch eine Ummauerung und ein Wachhaus beengt wurde. Polzins Vorschlag sah den Bau einer ringförmigen, arkadengesäumten Markthalle vor, die sich um einen Obelisken mit Brunnen in der Platzmitte anordnen sollte.
1814 heiratete er eine Tochter des Ratszimmermeisters Poppe. In den folgenden Jahren baute er verschiedene Häuser an der Herrlichkeit (auf der Teerhof-Insel) und an der Schlachte. Zahlreiche seiner durch Karl Friedrich Schinkel beeinflussten Entwürfe entstanden in den 1820er und 1830er Jahren in Zusammenhang mit der Bebauung der nach Schleifung der Bremer Wallanlagen neu angelegten Straßen Am Wall und Contrescarpe – hier sind vor allem die Villa Lürmann von 1822 und das Von Gröningsche Haus von 1833 hervorzuheben.
1832 lieferte er die Pläne für den Um- und Erweiterungsbau der Evangelischen Stadtkirche in Vegesack, 1838 baute er das Museum am Domshof um. Im gleichen Jahr errichtete er den Neubau des Hauses der Union von 1801 Am Wall / Ostertorstraße. Darüber hinaus war er an Restaurierungsarbeiten des Bremer Rathauses und der  Liebfrauenkirche beteiligt. Die Torgebäude der Ostertorwache, die früher bisweilen Polzin zugeschrieben wurden, stammen tatsächlich von Friedrich Moritz Stamm.
Seine Söhne Christoph und Ferdinand Polzin waren ebenfalls Architekten. Die Ferdinandstraße in Bremen-Mitte wurde nach Ferdinand Polzin als Erbauer der Straße benannt.

## Bauten und Entwürfe

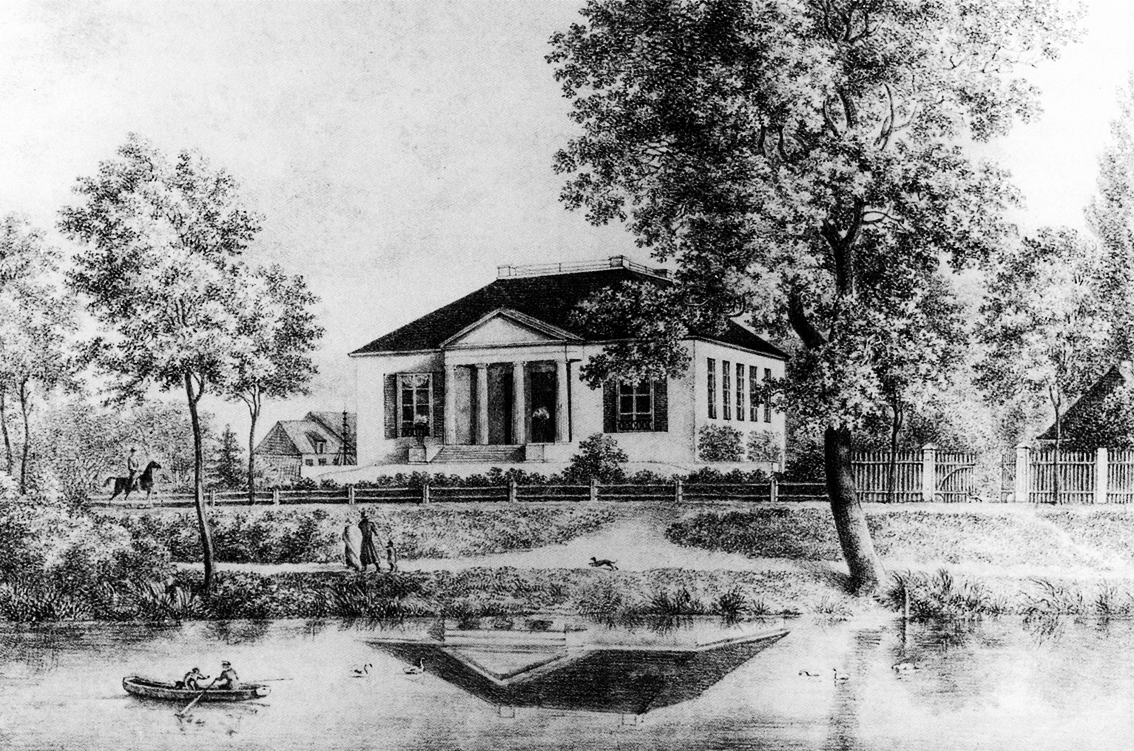
Villa Lürman, Contrescarpe 21 und 22

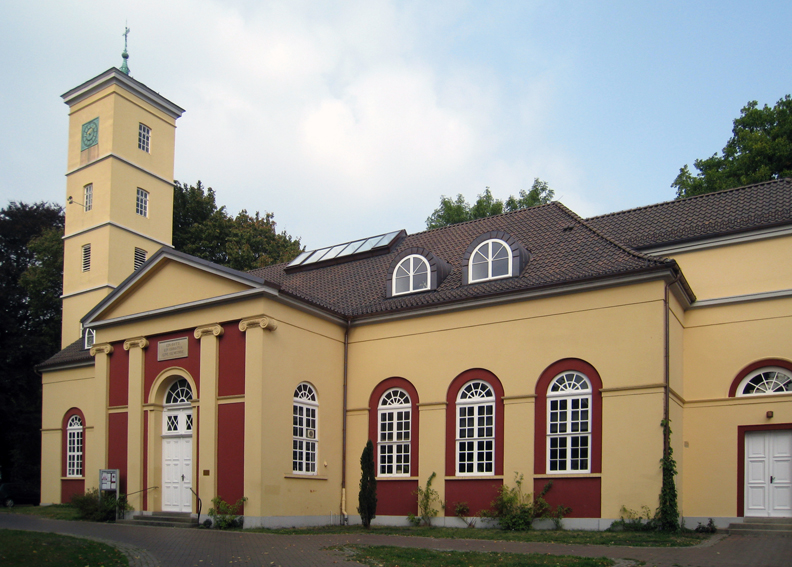
Stadtkirche Vegesack

Haus von Gröning (1944 zerstört)

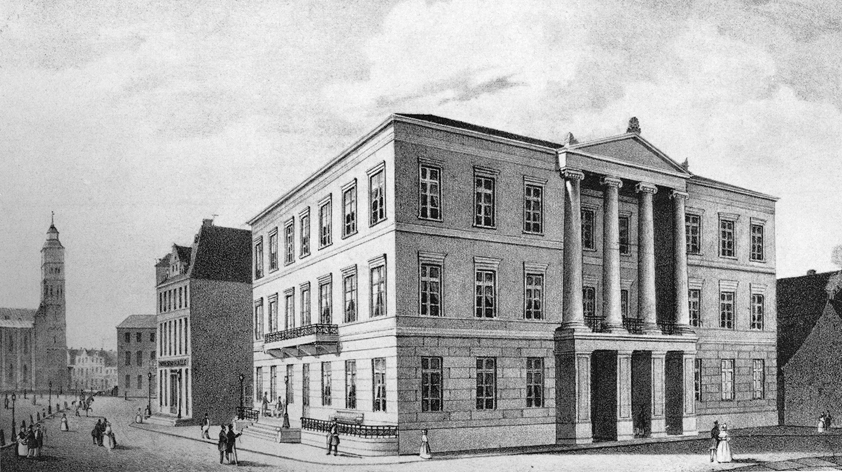
Museum am Domshof nach dem Umbau durch Polzin

- 1812: Entwurf zur Umgestaltung des Marktplatzes (nicht ausgeführt)
- 1816: Häuser an der Herrlichkeit 14–16 (nicht erhalten)
- 1819: Haus Schlachte 1 (nicht erhalten)
- 1820: Haus Schüsselkorb 1 (nicht erhalten)
- 1820: Geschäftshaus für Carl Gotthelf Porthusen, Am Wall 151–152
- 1822: Villa Lürman (heute Senator für Inneres), Contrescarpe 22–24 (erhalten)
- 1829: Haus Am Wall 197 (nicht erhalten)
- 1830: Teehaus des Gutes Rosenthal, Marcusallee 1A (erhalten)
- 1832: Umbau und Erweiterung der Evangelischen Stadtkirche Vegesack (erhalten)
- 1833: Haus von Gröning, Am Wall 113 und die Häuser Am Wall 199/200 und Am Wall 151 (alle nicht erhalten)
- 1838: Umbau des Museums am Domshof (nicht erhalten)
- 1838: Haus der Union von 1801 Am Wall 102 / Ostertorstraße (1905 abgerissen für den Neubau des Polizeihauses)